# Al-Aqsa-martyrernas brigader
Al-Aqsa-martyrernas brigader (arabiska: كتائب شهداء الأقصى) är en palestinsk militär organisation med band till al-Fatah-partiet. Gruppens medlemmar utgörs främst av medlemmar ur Tanzim, en militant ungdomsorganisation inom al-Fatah. Organisationen är terroriststämplad av Israel, USA, Kanada, Japan och EU.

## Bildande
Gruppen bildades i samband med den så kallade al-Aqsa-intifadan som inleddes i september 2000. En av gruppens ledare, Maslama Thabet, sade i ett tal 2002: "Vi är den väpnade grenen av organisationen. Vi mottar våra instruktioner från Fatah. Vår befälhavare är Yassir Arafat själv."

## Terrorism
Gruppen har utfört flera attacker mot civila mål och finns uppsatt på både USA:s och EU:s lista över terrororganisationer. I maj 2002 publicerade Israels utrikesdepartement en rapport hävdade att den palestinska myndighetens ordförande Yassir Arafat var personligen inblandad i planeringen och utförandet av terrorattacker utförda av Al-Aqsa-martyrernas brigader.

## Syriska inbördeskriget
Al-Aqsa-martyrernas brigader har under det syriska inbördeskriget tagit ställning för president Bashar al-Assad och det styrande Baathpartiet.